# NGC 27
NGC 27 é uma galáxia espiral (Sb) localizada na direcção da constelação de Andromeda. Possui uma declinação de +28° 59' 49" e uma ascensão recta de 0 horas, 10 minutos e 32,7 segundos.
A galáxia NGC 27 foi descoberta em 3 de Agosto de 1884 por Lewis A. Swift.